# Військове командування України в російсько-українській війні (з 2014)
Стаття наводить вище військове командування України у російсько-українській війні.

## Верховні головнокомандувачі України
- 23.02.2014—07.06.2014: в.о. Турчинов Олександр Валентинович
- 07.06.2014—20.05.2019: Порошенко Петро Олексійович
- з 20.05.2019: Зеленський Володимир Олександрович

## Міністерство оборони України
Міністри оборони України:
- 27.02—25.03.2014: в.о. адмірал Тенюх Ігор Йосипович
- 25.03—03.07.2014: в.о. генерал-полковник Коваль Михайло Володимирович
- 03.07—14.10.2014: генерал-полковник Гелетей Валерій Вікторович
- 14.10.2014—29.08.2019: генерал армії Полторак Степан Тимофійович
- 29.08.2019—4.03.2020: Загороднюк Андрій Павлович
- 4.03.2020—3.11.2021: генерал-лейтенант Таран Андрій Васильович
- 4.11.2021—5.09.2023: Резніков Олексій Юрійович
- з 06.09.2023: Умєров Рустем Енверович

## РНБО
Секретарі Ради національної безпеки і оборони України:
- 27.02.2014—07.08.2014: Парубій Андрій Володимирович
- 15.12.2014—19.05.2019: Турчинов Олександр Валентинович[1]
- 28.05.2019—30.09.2019: Данилюк Олександр Олександрович
- 03.10.2019—26.03.2024: Данілов Олексій Мячеславович[2][3]
- з 26.03.2024: Литвиненко Олександр Валерійович[4]

## Збройні сили України

### Генеральний штаб Збройних сил України
Головнокомандувачі Збройних сил України:
- 28.02—03.07.2014: генерал-лейтенант Куцин Михайло Миколайович
- 03.07.2014—21.05.2019: генерал армії Муженко Віктор Миколайович
- 21.05.2019—27.07.2021: генерал-полковник Хомчак Руслан Борисович
- 27.07.2021—08.02.2024: генерал Залужний Валерій Федорович
- з 08.02.2024: генерал Сирський Олександр Станіславович

Начальники Генерального штабу Збройних сил України:
- 28.02—03.07.2014: генерал-лейтенант Куцин Михайло Миколайович
- 03.07.2014—21.05.2019: генерал армії Муженко Віктор Миколайович
- 21.05.2019—27.03.2020: генерал-лейтенант Хомчак Руслан Борисович
- 27.03.2020—28.07.2021: генерал-лейтенант Корнійчук Сергій Петрович
- 28.07.2021—09.02.2024: генерал-майор Шаптала Сергій Олександрович
- 09.02.2024—16.03.2025: генерал-майор Баргилевич Анатолій Владиславович[5][6]
- з 16.03.2025: генерал-майор Гнатов Андрій Вікторович[7]

### Штаби для відбиття російської агресії
Антитерористична операція:
- 14.04—07.07.2014: Крутов Василь Васильович[8]
- 08.07.2014—18.06.2015: Грицак Василь Сергійович[8][9]
- 19.07.2015—?: Маліков Віталій Володимирович[8]
- на 2015: генерал-лейтенант Попко Сергій Миколайович[10][11]
- ?—09.11.2017: генерал-лейтенант Локота Олександр Дмитрович[12]
- 09.11.2017—30.04.2018: генерал-лейтенант Забродський Михайло Віталійович[12][13]

Командування об'єднаних сил Збройних Сил України:
- 28.03.2020—11.02.2024: генерал-лейтенант Наєв Сергій Іванович[14][15]
- 11.02—24.06.2024: генерал-лейтенант Содоль Юрій Іванович[16]
- 24.06.2024—26.02.2025: генерал-майор Гнатов Андрій Вікторович[17][18]
- з 03.06.2025: генерал-майор Драпатий Михайло Васильович[19][20]

Об'єднані сили:
- 16.03.2018—06.05.2019: генерал-лейтенант Наєв Сергій Іванович
- 06.05.2019—05.08.2019: генерал-лейтенант Сирський Олександр Станіславович
- 05.08.2019—28.07.2021: генерал-лейтенант Кравченко Володимир Анатолійович
- 28.07.2021—15.03.2022: генерал-лейтенант Павлюк Олександр Олексійович[21]
- 15.03.2022—26.02.2023: генерал-майор Москальов Едуард Михайлович[22]

### Види Збройних сил
Сухопутні війська Збройних сил України:
- 06.05.2014—13.01.2016: Пушняков Анатолій Савватійович[23][24]
- 02.2016: т.в.о. генерал-лейтенант Хомчак Руслан Борисович[25]
- 28.03.2016—05.08.2019: генерал-полковник Попко Сергій Миколайович[26][27]
- 05.08.2019—08.02.2024: генерал-полковник Сирський Олександр Станіславович[28]
- 11.02.2024—29.11.2024: генерал-лейтенант Павлюк Олександр Олексійович
- 29.11.2024—03.06.2025: генерал-майор Драпатий Михайло Васильович[29]
- з 19.06.2025: бригадний генерал Шаповалов Геннадій Миколайович[30][31]

Повітряні сили Збройних сил України:
- 2012—2015: генерал-полковник Байдак Юрій Аврамович
- 2015—2021: генерал-полковник Дроздов Сергій Семенович[32][33]
- 09.08.2021—30.08.2024: генерал-лейтенант Олещук Микола Миколайович[34][35]
- з 30.08.2024: т.в.о. генерал-лейтенант Кривоножко Анатолій Миколайович[36]

Військово-морські сили Збройних сил України:
- 07.2012—02.2014: адмірал Ільїн Юрій Іванович
- 01—02.03.2014: контр-адмірал Березовський Денис Валентинович. Зрадив присязі і був звільнений.
- 03.2014—04.2016: віце-адмірал Гайдук Сергій Анатолійович
- 04.2016—07.2016: генерал-лейтенант Воронченко Ігор Олександрович (в.о.)
- 02.07.2016—11.06.2020: адмірал Воронченко Ігор Олександрович[37]
- з 11.06.2020: віцеадмірал Неїжпапа Олексій Леонідович[38]

### Окремі роди військ та сил
Десантно-штурмові війська України:
- 2012—2014: полковник Швець Олександр Миколайович
- на 06.2014: в.о. полковник Галушкін Юрій Алімович
- на 01.2015: в.о. полковник Іванов Володимир Станіславович[39][40]
- 03.2015—08.2019: генерал-лейтенант Забродський Михайло Віталійович[41][42]
- 08.2019—07.2021: генерал-лейтенант Мойсюк Євген Георгійович[43]
- 08.2021—02.2024: бригадний генерал Миргородський Максим Вікторович[44]
- 02.2024—03.06.2025: бригадний генерал Скибюк Ігор Анатолійович[45]
- з 03.06.2025: бригадний генерал Апостол Олег Орестович[46]

Сили спеціальних операцій Збройних сил України:
- 05.01.2016—25.08.2020: генерал-лейтенант Луньов Ігор Васильович[47][48]
- 25.08.2020—25.07.2022: генерал-майор Галаган Григорій Анатолійович[49][50]
- 25.07.2022—03.11.2023: генерал-майор Хоренко Віктор Олександрович[51][52]
- 03.11.2023—09.05.2024: полковник Лупанчук Сергій Костянтинович[53][54][55]
- з 09.05.2024: генерал-майор Трепак Олександр Сергійович[56]

Сили територіальної оборони Збройних Сил України:
- 2020—2022: генерал-майор Баргилевич Анатолій Владиславович[57]
- 01.01.2022—15.05.2022: бригадний генерал Галушкін Юрій Алімович[58][59][60][61]
- 15.05.2022—09.10.2023: генерал-майор Танцюра Ігор Іванович[62][63]
- 09.10.2023—11.02.2024: генерал-майор Баргилевич Анатолій Владиславович[64]
- з 11.02.2024: генерал-майор Плахута Ігор Вікторович[65]

Сили безпілотних систем Збройних сил України:
- 10.06.2024—03.06.2025: полковник Сухаревський Вадим Олегович[66][67]
- з 03.06.2025: майор Бровді Роберт Йосипович[68][69]

Сили логістики Збройних Сил України:
- 2019—2021: генерал-лейтенант Вишнівський Олег Віталійович
- 2021—2024: генерал-майор Гуляк Олег Вікторович[70]
- з 2024: бригадний генерал Карпенко Володимир Володимирович[71]

Сили підтримки Збройних Сил України:
- 2020—2021: полковник Жирнов Микола Миколайович[72]
- 09.08.2021—04.03.2024: генерал-майор Герега Дмитро Михайлович[73]
- 04.03—25.04.2024: бригадний генерал Яковець Олександр Васильович[74][75]
- з 09.05.2024: генерал-майор Герега Дмитро Михайлович[76]

Війська зв'язку та кібербезпеки Збройних Сил України:
- 2014—2019: генерал-лейтенант Рапко Володимир Васильович[77][78]
- 2020—2023: генерал-майор Степаненко Євген Олександрович[79]
- з 2023: т.в.о. бригадний генерал Коваленко Олексій Олександрович[80][81]

Медичні сили Збройних Сил України:
- 2013—2015: полковник медичної служби Клівенко Юрій Федорович — начальник ЦВМУ ЗС України
- 2015—2017: полковник медичної служби Хорошун Едуард Миколайович — начальник ЦВМУ ЗС України
- 2015—2018: генерал-майор медичної служби Верба Андрій В'ячеславович — директор ВМД МО України
- 2018: полковник медичної служби Охонько Олександр Васильович — тво начальника ГВМУ ЗС України[82]
- 2018—2020: генерал-майор медичної служби Хоменко Ігор Петрович — начальник ГВМУ ЗС України[83][84]
- 2020—2021: полковник медичної служби Халік Сергій Вікторович
- 2021: полковник медичної служби Галушка Андрій Миколайович
- 2021—2023: генерал-майор медичної служби Остащенко Тетяна Миколаївна[85][86]
- з 2023: генерал-майор медичної служби Казмірчук Анатолій Петрович[87]

### Оперативні командування
Оперативне командування «Захід»:
- 05.2015—03.2017: генерал-лейтенант Довгань Ігор Андрійович[88]
- 03.2017—04.2020: генерал-лейтенант Павлюк Олександр Олексійович[89]
- 04.2020—08.2021: генерал-майор Шаптала Сергій Олександрович[90]
- 08.2021—02.2024:[91] генерал-майор Літвінов Сергій Петрович[92]
- з 15.04.2024: бригадний генерал Шведюк Володимир Петрович[93]

Оперативне командування «Південь»:
- 2012—2016: генерал-лейтенант Сиротенко Анатолій Миколайович
- 2016—2017: генерал-лейтенант Грищенко Андрій Миколайович[94][95]
- 16.11.2017—07.2019: генерал-майор Вишнівський Олег Віталійович[96]
- 07.2019—2021: генерал-майор Палагнюк Ігор Миколайович[97]
- 2021—2024: генерал-майор Ковальчук Андрій Трохимович[98]
- 16.04.2024—02.2025: бригадний генерал Шаповалов Геннадій Миколайович[99][100]
- з 2025: бригадний генерал Сидоренко Михайло Павлович[101]

Оперативне командування «Північ»:
- 2015—02.2017: генерал-лейтенант Локота Олександр Дмитрович
- 02.2017—2017: генерал-лейтенант Назаркін В'ячеслав Миколайович
- 2017—2019: генерал-лейтенант Кравченко Володимир Анатолійович
- 2019: т.в.о. генерал-майор Осипчук Василь Миколайович[102]
- 2019—2021: генерал-майор Залужний Валерій Федорович[103][104]
- 10.2021—03.2023: генерал-майор Ніколюк Віктор Дмитрович[105][106]
- 03.2023—03.2025: бригадний генерал/генерал-майор Красильников Дмитро Сергійович[107][83]
- з 03.2025: бригадний генерал Шандар Олексій Михайлович[83]

Оперативне командування «Схід»:
- 2015—2017: генерал-лейтенант Наєв Сергій Іванович[108]
- 2017—2019: генерал-лейтенант[109] Красноок Олександр Федорович
- 2019—2021: генерал-майор Нестеренко Олександр Володимирович[110]
- 2021—?: генерал-майор Мікац Олег Михайлович
- 2023—2024: бригадний генерал Тарнавський Олександр Георгійович[83]
- 2024: бригадний генерал Гнатов Андрій Вікторович[111]
- з 2024: бригадний генерал Братішко Дмитро Володимирович[112]

### Оперативні угруповання військ
Оперативно-стратегічне угруповання військ «Одеса»:
- 2023: генерал-майор Москальов Едуард Михайлович[113]
- 2023: бригадний генерал Гнатов Андрій Вікторович[114]

Оперативно-стратегічне угруповання військ «Північ»
- до 2024: генерал-майор Наєв Сергій Іванович[115]

Оперативно-стратегічне угруповання військ «Таврія»
- 2022—03.2024: бригадний генерал Тарнавський Олександр Георгійович[116][117]
- 2024—01.2025: бригадний генерал Шаповалов Геннадій Миколайович[118]
- з 2025: бригадний генерал Сидоренко Михайло Павлович[119]

Оперативно-стратегічне угруповання військ «Хортиця»:
- 2022—01.2024: генерал-полковник Сирський Олександр Станіславович (одночасно був командувачем Сухопутних військ ЗСУ)
- 01.2024—04.2024: бригадний генерал Грузевич Олександр Степанович[120]
- 04.2024—24.06.2024: генерал-лейтенант Содоль Юрій Іванович (одночасно був Командувачем об'єднаних Сил ЗСУ)[121][122][123]
- 24.06.2024—26.01.2025: бригадний генерал Гнатов Андрій Вікторович (одночасно був Командувачем об'єднаних Сил ЗСУ)
- з 26.01.2025: генерал-майор Драпатий Михайло Васильович (одночасно був командувачем Сухопутних військ України, наразі є Командувачем об'єднаних Сил ЗСУ)[124]

### Інші
Головний сержант ЗСУ:
- з 2012: головний майстер-сержант Косинський Олександр Юрійович

## Спецслужби та розвідка
Головне управління розвідки Міністерства оборони України:
- 17.08.2010—03.03.2014: генерал-полковник Гмиза Сергій Олександрович[125][126]
- 03.03.2014—03.03.2015: генерал-майор Павлов Юрій Анатолійович[127]
- 03.03.2015—15.10.2016: генерал-лейтенант Кондратюк Валерій Віталійович[128]
- 15.10.2016—05.08.2020: генерал-полковник Бурба Василь Васильович[129][130]
- з 05.08.2020: генерал-лейтенант Буданов Кирило Олексійович[131][132]

Служба безпеки України:
- 24.02.2014—18.06.2015: Наливайченко Валентин Олександрович
- 18.06.2015—29.08.2019: генерал армії Грицак Василь Сергійович
- 29.08.2019—19.07.2022: лейтенант Баканов Іван Геннадійович
- 18.07.2022—07.02.2023: т.в.о. генерал-майор Малюк Василь Васильович
- з 07.02.2023: генерал-лейтенант Малюк Василь Васильович[124]

Служба зовнішньої розвідки України:
- 2021—2024: генерал-майор Литвиненко Олександр Валерійович
- з 2024: генерал-лейтенант Іващенко Олег Іванович

## Міністерство внутрішніх справ
Національна гвардія України:
- до 8 липня 2023 Лебідь Юрій Анатолійович
- бригадний генерал Півненко Олександр Сергійович

Державна прикордонна служба України:
- генерал-майор Дейнеко Сергій Васильович